# خاء
الخاء "خ" هو الحرف السابع في الأبجدية العربية في الترتيب الرسمي الهجائي الحديث (المُسمى بالترتيب الألفبائي) والرابع والعشرون في الترتيب الأبجدي التقليدي (أبجد هوز)، يُلفظ كصوت رخو لهوي مهموس [χ] أو رخو طبقي مهموس [x] في العربية الفصحى واللهجات العربية، ويحمل قيمة 600 في حساب الجمل.

## تاريخ
حرف الخاء مشتق من حرف حيت «𐤇» الفينيقي عن طريق حرف «𐢊» (ح) النبطي المشتق من حرف «𐡇» (ح) الآرامي ويقابلهم جميعًا حرف الحاء في الكتابة العربية، وحيث أنه لا يوجد مقابل للخاء في الأبجديات الفينيقية والآرامية والنبطية، تمت إضافة نقطة للحاء في الأبجدية العربية لتمييز الصوتين. قبل استخدام الشكل الحالي لحرف الخاء لم تستخدم النقاط في الأبجدية العربية، فكان حرف الخاء يكتب مثل حرف الحاء السابقة له الذي لا توجد فوقه نقطة ولكن بعد أن أُضيفت النقاط إلى أبجدية اللغة العربية اتخذ حرف الخاء شكله الحالي (حاء فوقها نقطة).

## حرف الخاء في القرآن الكريم
جاء حرف الخاء في القرآن الكريم 2497 مرة، وبدأت الآيات 31 مرة بحرف الخاء في القرآن الكريم، ولكن لم تنتهِ أبدًا بحرف الخاء.

## ترميز
| يونيكود يو تي اف-16        | U+062E |
| لغة ترميز النص الفائق      | خ      |
| ترميز آيزو/آي إي سي 8859-6 | 0xce   |

## في اللغات الأخرى
- يقابله حرف يُكتب x في الأبجدية الكردية اللاتينية.
- تستخدم ח’ لنقحرة حرف الخاء العربي في العبرية.
- يقابله حرف مزدوج ch في اللغة الاسكتلندية والبولندية وأحيانًا في الألمانية وعدة لغات أخرى.